# Конти, Бруно
Бруно Конти (итал. Bruno Conti; род. 13 марта 1955, Неттуно, Лацио) — итальянский футболист, крайний правый полузащитник. Недолго работал тренером, сейчас занимает пост спортивного директора клуба «Рома». Имеет двух сыновей, также ставших футболистами, Даниеле и Андреа.

## Биография
Бруно Конти родился 13 марта 1955 года в Неттуно в семье каменщика, страстного поклонника клуба «Рома». Семья была очень большой, у Бруно было 5 братьев и сестёр. Конечно, все они увлекались футболом, но у Конти была и другая страсть — бейсбол, вид спорта, пропагандировавшийся в Неттуно.

### Клубная карьера
Конти начал свою карьеру игрока в местных клубе «Неттуно» и «Анцио», но Бруно грезил большим футболом, а потому поехал на просмотр в клуб «Самбенедеттезе», а затем и в «Болонью», но Конти не приглянулся тренерским штабам этих команд. В 1971 году Конти, благодаря своему дяде-парикмахеру, чьими услугами пользовался спортивный журналист газеты Il Messagero, смог получить возможность пройти просмотр в своём любимом клубе — «Роме». Однако Конти не понравился главному тренеру «Ромы», изобретателю каттеначчо, великому Эленио Эррере, который изрёк: «Он слишком маленький и худой, чтобы играть в футбол». В том же году его пригласил к себе бейсбольный калифорнийский клуб «Санта Моника», однако Конти уже сделал свой выбор в пользу футбола и остался в Италии.
В 1972 году Конти повторно поехал на просмотр в «Рому» и уже приглянулся наставникам команды. Он начал играть за молодёжный состав клуба, преодолевая тяжелый путь из Неттуно в Рим. Конти просыпался рано утром, уезжал на первой электричке, а затем от Термини ехал до базы на метро. Лишь через год Конти было позволено жить в пансионате Остии, принадлежащим команде.
10 февраля 1974 года Конти дебютировал в основном составе «Ромы» в матче против клуба «Торино» и в первой же игре заработал для команды пенальти, который, правда, его партнёр по команде не смог реализовать. Этот матч стал единственным для Бруно в сезоне 1973—1974. Летом 1975 года Конти, как часто было заведено в итальянских клубах, был отдан в аренду в клуб серии В «Дженоа», чтобы набраться опыта. В генуэзском клубе Конти сразу стал лидером команды, а по окончании сезона был даже признан лучшим молодым футболистом серии В и помог генуэзцам подняться в элитный дивизион. По возвращении в «Рому», Конти уже стал полноправным игроком основного состава клуба, за который провёл 2 сезона, а затем вновь был отдан в аренду «Дженоа», как часть сделки за покупку у клуба Роберто Пруццо.

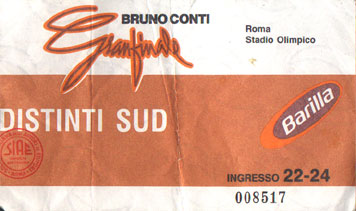
Билет на прощальный матч Бруно Конти

После сезона в «Дженоа», Конти вновь вернулся в «Рому» и выступал за клуб до конца своей карьеры. В первый же сезон после возвращения, «Рома» с Конти выиграла кубок Италии, а затем повторяла этот успех ещё 5 раз. В 1983 году «Рома» с Конти выиграла чемпионат Италии, спустя 41 год с предыдущего успеха. А в следующем сезоне «Рома» дошла до финала Кубка европейских чемпионов в котором встречалась с «Ливерпулем», матч завершился вничью 1:1, и победителя выяснить должна была серия пенальти. Счёт в послематчевой серии был 1:1, очередь бить пенальти подошла к Конти, он разбежался, а голкипер «красных» Брюс Гроббелар очень широко раздвинул ноги, на что и «купился» Конти, пробивший прямо по центру, мяч пролетел над перекладиной. В результате «Рома» тот финал проиграла. Через некоторое время после матча Конти сказал: «Я ничего не видел и не слышал. Я был в трансе. До сих пор не могу объяснить это».
С сезона 1984/85 Конти стал капитаном «Ромы», однако в команде Бруно не смог найти общего языка с новым наставником Свеном-Ёраном Эрикссоном и при шведском тренере, Бруно вначале лишился капитанской повязки (отданной сперва Анчелотти, а после - Джаннини) постепенно начал терять место в «основе» команды, а затем и «свой родной» номер 7, который был отдан датчанину Берггреену. После ухода Эрикксона в 1987 году, Бруно уже окончательно стал в команде игроком ротации. В 1991 году Конти принял решение завершить карьеру игрока (по ходу розыгрыша сезона 1990/91 Конти вышел на поле лишь единожды - в первом матче 1/8 Кубка УЕФА), 23 мая он провёл свой прощальный матч на глазах 80 000 зрителей, на котором были все близкие Конти люди: «В тот день мне не хватало только двоих человек на стадионе — моего отца и Дино Виолы».

### Международная карьера
За сборную Италии Конти выступал с 1980 по 1986 год. В 1982 году он поехал с национальной командой на чемпионат мира, где забил мяч в ворота сборной Перу; но самыми важными для итальянцев и Конти стали матчи со сборной Бразилии, где блистали Зико и партнёр Конти по «Роме» Фалькао, который после игры сказал о Конти: «Настоящим бразильцем на поле был он», и финал с Германией, которую итальянцы обыграли 3:1. В финале Конти получил жёлтую карточку за фол на защитнике и ассистировал Марко Тарделли, забившему второй гол, а также помог Алессандро Альтобелли забить третий мяч.

### Тренерская карьера
После завершения карьеры игрока, Конти трудился с молодёжными составами «Ромы» разных возрастов. В 1996 году Конти открыл в Неттуно детскую футбольную школу.
В 2005 году Конти возглавил основную команду «Ромы», не имея лицензии тренера, он вывел «Рому» в финал кубка Италии (где проиграл Интеру с общим счётом 0:3), чем помог команде, провалившей сезон и занявшей 8-е место, пробиться в квалификацию Кубка УЕФА, после чего уступил своё место Лучано Спаллетти. В августе 2023 года из-за дисквалификации тренера римлян Жозе Моуринью и его помощника Сальваторе Фоти, Конти возглавил римскую команду в матче с «Салернитаной».

## Достижения

### Командные
Дженоа
- Чемпион Италии (Серия B): 1976

Рома
- Чемпион Италии: 1983
- Обладатель Кубка Италии: 1980, 1982, 1984, 1986, 1991

Сборная Италии
- Чемпион мира: 1982

### Личные
- Введён в Зал славы итальянского футбола

## Высказывания о Конти
Он больший бразилец, чем все бразильцы вместе взятыеПеле
- «Италия победила заслуженно. Кто самый лучший? Для меня Бруно Конти; это была честь обмениваться с ним футболкой после финальной встречи. Я сохраню её как воспоминание о самом великом чемпионе.» Карл-Хайнц Румменигге.

- «Если бы я был тренером любой из сборных мира, я бы хотел, чтобы со мной был Бруно Конти.» Бобби Чарльтон.

- «Бруно Конти самый сильный из игроков, которых я видел в Италии. Я думаю, что такие игроки, как он, ещё не рождались.» Пеле.

- «Я видел Конти на поле, по телевидению и на трибуне: его почти не возможно остановить; между прочим, он обладает очень точным и мощным ударом.» Збигнев Бонек.